# Jan Ling
Jan Nils Ling, född 12 april 1934 i Olaus Petri församling i Örebro, död 3 oktober 2013 i Annedals församling i Göteborg, var en svensk musikvetare och akademisk ledare. Han var professor i musikvetenskap vid Göteborgs universitet och rektor där 1992–1997.

## Biografi
Ling studerade 1955–1958 piano vid Musikhögskolan i Stockholm, Under intryck av läraren Carl-Allan Moberg vid Uppsala universitet gällde hans forskning redan tidigt folkmusiken. Under 1960-talet var han anställd vid Svenskt visarkiv  och Musikhistoriska museet och 1964 utkom hans Svensk folkmusik: bondens musik i helg och söcken, i vilken han behandlar svenska folkmusiken ur ett historiskt perspektiv. Den svenska folkmusiken förde då en tynande tillvaro och han såg inte någon annan framtid för denna än som en relikt från det förgångna. Till följd av 1970-talets svenska folkmusikvåg fick han senare revidera denna bild betydligt.
Ling blev filosofie doktor och docent i musikvetenskap vid Uppsala universitet 1966 och anställdes 1967 som lektor vid Göteborgs musikkonservatorium. Han blev universitetslektor i musikvetenskap vid Göteborgs universitet 1967 och professor 1977. Ling var den förste utbildningsledaren för den nydanande musiklärarutbildningen SÄMUS - en försöksutbildning som startade 1971.
Ling ledde den nya musikvetenskapliga institutionen i Göteborg från 1967 och bidrog till att den fick en inriktning mot musiksociologi. Mest uppmärksammad har Ling förmodligen blivit för avhandlingen om nyckelharpan (1967), som bidrog till ett förnyat intresse för detta instrument liksom för folkmusikens utveckling och förändrade position i svenskt kulturliv. I sina musikhistoriska arbeten tillämpade han ett etnologiskt synsätt även på västerländsk konstmusik.
Vidare publicerade han studier över folkmusikens ideologi. I artikeln "Upp, bröder, kring bildningens fana" Om folkmusikens historia och ideologi (i "Folkmusikboken", 1980, sid. 11–43) framhöll han inslagen av reaktionärt tänkande, rasism och entusiasm inför Nazityskland i den svenska spelmansrörelsen under förra hälften av 1900-talet. I artikeln Folkmusik – en brygd, ursprungligen publicerad i Nordiska museets årsbok "Fataburen" 1979, tog han också till storsläggan mot den syn på den svenska folkmusiken som under 1970-talet framfördes av de svenska maoisterna.
Ling var från 1975 ledamot av Kungliga Musikaliska Akademien, från 1980 av Kungliga Vetenskaps- och Vitterhetssamhället i Göteborg och från 3 december 1991 arbetande ledamot i Kungliga Vitterhets Historie och Antikvitets Akademien.
Jan Ling var gift första gången med vissångerskan Britt Ling (född Nyberg 1936; äktenskapet upplöstes 1976), andra gången med litteraturvetaren Monica Lauritzen (född 1938; äktenskapet ingicks 1981) och tredje gången 2009, till sin död, med registratorn Monica Ling (född 1950).
Ling är gravsatt i minneslunden på Östra kyrkogården i Göteborg.

## Priser och utmärkelser
- 1975 – Ledamot nr 798 av Kungliga Musikaliska Akademien
- 1983 – Hugo Alfvénpriset
- 1983 – Spelmannen
- 1984 – TCO:s kulturpris
- 1991 – Arbetande ledamot av Vitterhetsakademien
- 2000 – Medaljen för tonkonstens främjande
- 2000 – H.M. Konungens medalj i Serafimerordens band
- 2007 – Karin Gierows pris
- 2009 - Västra Götalandsregionens kulturpris